# Мурзинівський заказник
Мурзинівський — гідрологічний заказник місцевого значення. Об'єкт розташований на території Звенигородського району Черкаської області, село Мурзинці.
Площа — 31,8 га, статус отриманий у 1979 році.
Охороняється водно-болотний масив з типовою рослинністю, регулятор гідрологічного режиму.